# Топь (фильм)
«Топь» (англ. The Marsh) — канадский фильм ужасов с элементами триллера режиссёра Джордана Баркера. Премьера фильма состоялась 18 мая 2006 года, в России — 1 марта 2007 года.

## Сюжет
Клэр Холлоуэй всю жизнь преследуют кошмары. По совету врача Клэр отправляется в деревню на отпуск. Но как только Клэр чувствует улучшение, в деревне начинают происходить странные вещи. Клэр решает разобраться в сложившейся ситуации вместе с Ноа Питни, издателем местной газеты, и Хантом — консультантом по паранормальным явлениям. Группа начинает расследование серии убийств, которые повторяют такие же события, произошедшие в далёком прошлом.

## В ролях
| Актёр          | Роль                |
| -------------- | ------------------- |
| Габриэль Анвар | Клэр Холлоуэй       |
| Джастин Луис   | Ноа Питни           |
| Форест Уитакер | Джоффри Хант        |
| Уильям Кадди   | мальчик             |
| Питер Макнилл  | Филлип Мэнвилл      |
| Нив Уилсон     | маленькая Клэр/Роуз |